# Kyle Long
Kyle Howard Long (* 5. Dezember 1988 in Ivy, Virginia) ist ein ehemaliger US-amerikanischer American-Football-Spieler auf der Position des Offensive Tackles und des Guards. Er spielte von 2013 bis 2019 für die Chicago Bears in der National Football League (NFL) und wurde dreimal in den Pro Bowl gewählt. Nachdem er 2020 sein Karriereende bekannt gegeben hatte, schloss er sich 2021 für ein Comeback den Kansas City Chiefs an, kam dort aber nicht zum Einsatz.

## Karriere

### Frühe Jahre
Während Kyle Long die St. Anne's-Belfield School in Charlottesville, Virginia besuchte, spielte er sowohl American Football als auch Baseball. 2008 wurde er im MLB Draft von den Chicago White Sox in der 23. Runde ausgewählt. Er unterzeichnete allerdings keinen Vertrag und ging auf die Florida State University.

### College Football
Long verließ die Florida State University im Januar 2009 aus akademischen Gründen. Nachdem seine Leistungen abgesackt waren, entschieden er und seine Familie, dass es besser wäre, wenn er einen Studienplatz fände, der näher an seinem Wohnort sei.
Ab 2010 besuchte er das Saddleback College und begann dort als Defensive End zu spielen. In seiner ersten Saison erreichte er 16 Tackles und einen Sack.
Nachdem er 2011 auf die Position des Offensive Guards versetzt worden war, entschied er sich am 18. Dezember, für die Oregon Ducks der University of Oregon zu spielen und wechselte an das College.
In der Saison 2012 startete er in zehn der zwölf Saisonspiele. Er beantragte bei der NCAA die Erlaubnis, ein weiteres Jahr College Football spielen zu dürfen, die NCAA lehnte sein Gesuch allerdings ab.

### National Football League
Long wurde von den Chicago Bears als 20. Spieler in der ersten Runde des NFL Drafts 2013 ausgewählt. Er war damit der erste Guard seit 1960, den die Bears in der ersten Runde auswählten.
Am 17. Mai 2013 unterzeichnete Long seinen Vertrag, er war der letzte von den Bears gedraftete Spieler, der dies tat.
Long nahm vom zehnten bis zum zwölften Mai am Training-Camp der Bears teil. Aufgrund einer Regel der NFL musste er allerdings einen Großteil der Vorbereitung auslassen. Die Regel besagt, dass Rookies nicht trainieren dürfen, bevor ihre Klasse am College ihre Abschlüsse bekommen hat.
Long startete am 1. Spieltag im Spiel gegen die Cincinnati Bengals auf der Position des Right Guards. Er war damit der erste Rookie in der Super-Bowl-Ära, der das erste Spiel der Saison für die Bears auf dieser Position als Starter spielte.
In seiner ersten Saison spielte Long alle 16 Saisonspiele von Anfang an. Er lieferte dabei gute Leistungen, welche unter anderem mit seiner Pro-Bowl-Teilnahme anerkannt wurden. Nichtsdestotrotz erreichte sein Team mit einer Bilanz von 8-8 nur den zweiten Platz in der Division und konnte sich auch nicht über eine Wild Card für die Play-offs qualifizieren.
Zur Saison 2015 wechselte er von der Position des Guards zum Tackle.
Am 7. September 2016 wurde sein Vertrag um vier Jahre verlängert.
Nach zahlreichen Verletzungen erklärte Long am 6. Januar 2020 sein Karriereende.
Im März 2021 kehrte Long in die NFL zurück und unterschrieb einen Einjahresvertrag bei den Kansas City Chiefs. Wegen einer Knieverletzung verpasste er den Großteil der Saison und da anschließend andere Spieler Long vorgezogen wurden, kam er zu keinem Einsatz für die Chiefs.

## Privates
Kyle Long ist der Sohn des Hall of Famers Howie Long und der Bruder von Chris Long, der sowohl mit den New England Patriots als auch mit den Philadelphia Eagles jeweils den Super Bowl gewinnen konnte.